# Pankuroniumbromid

Strukturformel

Pankuroniumbromid är ett muskelavslappande läkemedel. Det tillhandahålls med produktnamnet Pavulon® och används vid generell anestesi och intensivvård. Pankuroniumbromid används även som andra substans vid giftinjektion.